# Chiesa del Santo Sepolcro (Vezzi Portio)
La chiesa del Santo Sepolcro è un luogo di culto cattolico situato nella frazione di Portio nel comune di Vezzi Portio, in provincia di Savona. La chiesa, un tempo parrocchia autonoma, è oggi accorpata alla chiesa del Santissimo Salvatore di Magnone, ed è sede della parrocchia  del Santissimo Salvatore e Santo Sepolcro, facente parte del vicariato di Finale Ligure e Noli della diocesi di Savona-Noli.

## Storia e descrizione

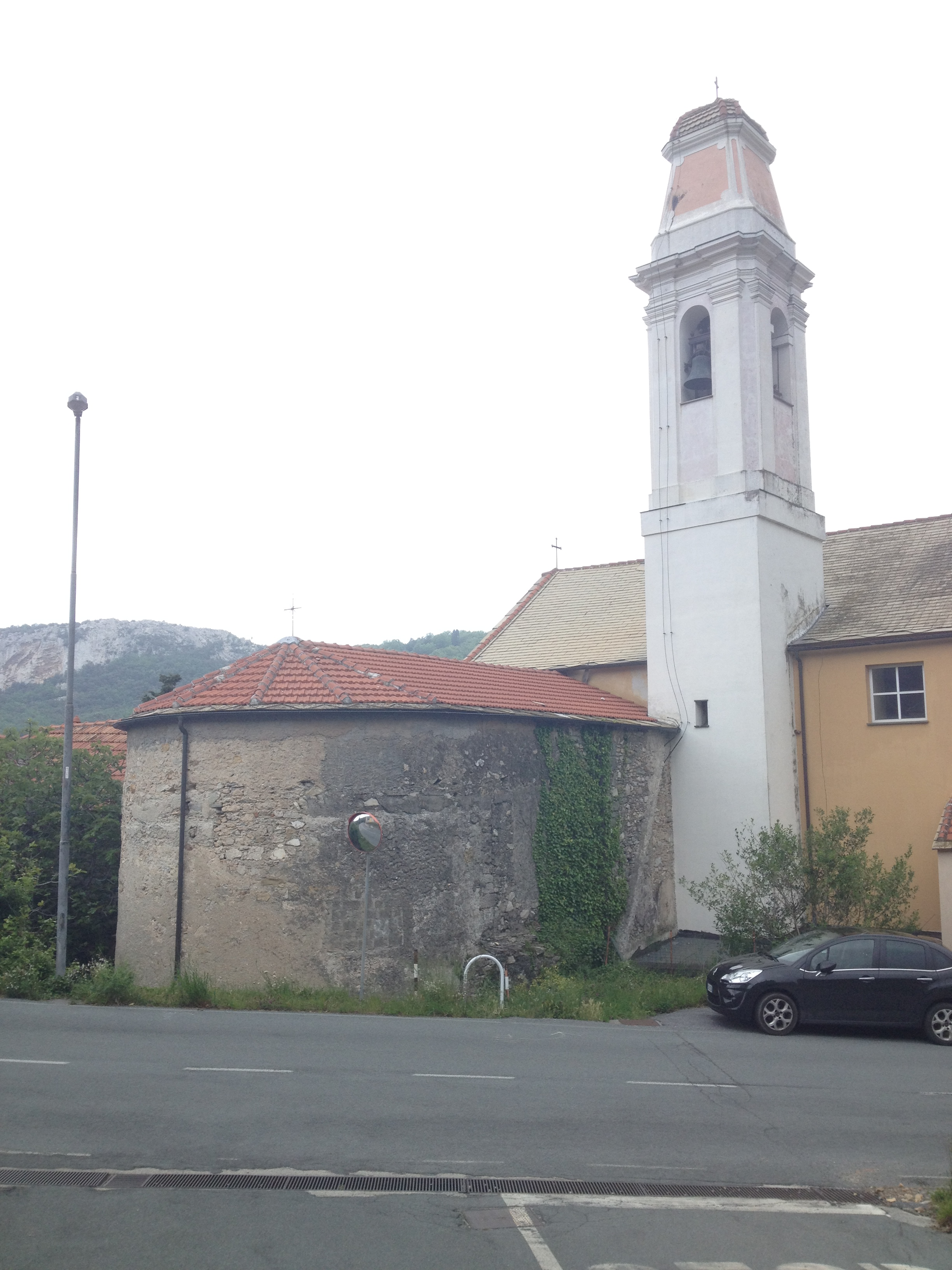
L'originario edificio visibile sul fianco destro della chiesa attuale

L'attuale edificio è frutto di un ampliamento di una più antica chiesa con orientamento perpendicolare rispetto all'attuale, operato probabilmente a partire dal Settecento e ha assunto la sua attuale fisionomia, soprattutto interna, nel corso dell'Ottocento. La struttura della chiesa originaria è ancora oggi chiaramente visibile sul retro del lato destro dell'attuale edificio, dietro la casa canonica.
La chiesa fu parrocchia autonoma, smembrata dalla originaria e più antica parrocchia del Santissimo Salvatore di Magnone, a cui fu riaccorpata nella seconda metà del Novecento, acquisendo però la sede della parrocchia riunificata.
Accanto alla chiesa, subito al di là della strada, si trova l'oratorio di San Bernardo.